# Espace Nord (collection)
Pour l’article homonyme, voir Espace Nord.
Espace Nord est une collection de livres de poche fondée aux éditions Labor, à Bruxelles (Belgique), en 1983. Elle appartient aujourd'hui à la Fédération Wallonie-Bruxelles et est gérée par Les Impressions Nouvelles et Cairn.info.
Attentive à la réhabilitation d’auteurs phares de l’histoire littéraire belge mais également à la mise en évidence de chefs-d’œuvre contemporains, elle propose en format poche un panorama d’œuvres assez varié. Du théâtre au roman, en passant par la poésie, l'essai et la nouvelle, y ont été publiées des figures marquantes telles que Georges Rodenbach, Paul Nougé, Jean Ray, Maurice Maeterlinck et Georges Simenon, mais aussi des auteurs contemporains tels que Jean-Pierre Verheggen, Jacqueline Harpman, Caroline Lamarche, André-Marcel Adamek ou encore Armel Job. 
Pensée notamment à destination du monde de l'enseignement, la collection se caractérise à la fois par son prix accessible et par la présence de lectures (analyse de l'œuvre, contexte historique, trajectoire de l'auteur) à la fin de la plupart de ses volumes.

## Histoire
La collection a été lancée en 1983 grâce à une convention passée entre les Éditions Labor et la Communauté française de Belgique. Cette convention stipulait qu'une subvention était assurée à la collection pour permettre un prix de vente compétitif, et qu'un comité indépendant devait présider à la politique de publication des textes. La collection Espace Nord a grandement contribué à la diffusion et à la connaissance de la littérature belge. En même temps qu'elle devenait un des pivots de la maison d'édition Labor, elle a contribué à la constitution du corpus critique qui manquait à cette littérature en émergence.
Une autre collection — consacrée à la littérature de jeunesse celle-là — a vu le jour chez Labor, à l'ombre de "Espace Nord" : "Espace Nord junior", devenu par la suite "Zone J". Par ailleurs, parallèlement à "Espace Nord" fut créée la collection "Un livre une œuvre", accueillant des commentaires de textes ou des études de mouvements historiques de la littérature belge francophone. Mais les élargissements prévus (en direction des littératures francophones par exemple) n'ont pas vu le jour. Au début du XXIe siècle, le succès de la collection a amené l'éditeur à décliner le titre "Espace Nord" pour désigner ses nombreuses nouvelles collections, la collection patrimoniale originelle devenant "Espace nord références".
Après la faillite des éditions Labor, le fonds littérature de cette maison d'édition est racheté en février 2008 par le groupe Luc Pire qui se charge de la publication de la collection Espace Nord.
En février 2010, la société Tournesol Conseils, à qui appartient Luc Pire, ne souhaitant plus continuer la publication de cette collection revend le fonds à la Communauté française de Belgique : « Si la Collection Espace Nord est passée, durant son existence, dans les mains d’entrepreneurs ou d’entreprises différents, la Communauté française a toujours veillé à soutenir cette collection et à en assurer la pérennité. C’est encore le cas aujourd’hui, puisque le Gouvernement a décidé de procéder à l’acquisition des activités éditoriales relatives à la Collection. Ce qui inclut les marques, enseignes, appellations, noms de domaines ; les stocks d’ouvrages en possession de la SA Tournesol Conseils ; les contrats d’auteur ; le matériel éditorial, les documents administratifs et les archives ; les maquettes des ouvrages, textes, épreuves, catalogues, documents promotionnels, bases de données sur tous supports. Un budget de 150 000 euros a été affecté à cette acquisition. La cession sera effective le 1er avril 2011. »
Au printemps 2011, la Communauté française de Belgique devenue entre-temps Fédération Wallonie-Bruxelles a lancé un marché public destiné à confier à un opérateur la gestion et le redéploiement de la collection. Ce marché de service a été remporté par l’association constituée des Impressions Nouvelles et de Cairn.info, entrés en fonction en décembre 2011.
En automne 2014, le site internet s'est enrichi d'un espace pédagogique destiné aux enseignants où sont mis en ligne des documents visant à promouvoir auprès des élèves la découverte et l'étude des auteurs belges. Chaque dossier mis en ligne analyse une œuvre ou un aspect de la collection .

## Comité éditorial
Le comité éditorial d'Espace Nord était initialement constitué par Jacques Dubois, Dominique Friart, Jean-Marie Klinkenberg, Marc Quaghebeur, Daniel Blampain, Paul Emond, Jacques Carion. L'équipe fut dirigée successivement par Jacques Dubois, Jean-Marie Klinkenberg, Daniel Blampain, Paul Aron et Tanguy Habrand.
Le comité actuel de la collection se compose de Laurence Boudart, Muriel Collart, Laura Delaye, Nausicaa Dewez, Julie Fraiture, Ludivine Joinnot, Pierre Piret, Gérald Purnelle, Anne-Lise Remacle, Frédéric Saenen, Nicolas Stetenfeld et David Vrydaghs.

## Ouvrages publiés ou ayant été publiés dans la collection Espace Nord[5]
1. Georges Simenon, Le Bourgmestre de Furnes
2. Maurice Maeterlinck, Pelléas et Mélisande
3. Constant Malva, La Nuit dans les yeux
4. Fernand Crommelynck, Tripes d’or
5. Charles De Coster, La Légende d'Ulenspiegel, livre 1
6. Marie Gevers, La Comtesse des digues
7. Paul Nougé, Fragments
8. Hubert Juin, Le Repas chez Marguerite
9. Michel de Ghelderode, Barabbas / Escurial
10. Marcel Moreau, Incandescences
11. Paul Neuhuys, On a beau dire
12. André Baillon, Le Perce-oreille du Luxembourg
13. Jean Ray, Le Grand Nocturne / Les Cercles de l'épouvante
14. Jean Louvet, Théâtre
15. Charles De Coster, La Légende d'Ulenspiegel, livres 2-5
16. Paul Willems, Blessures
17. Norge, Remuer ciel et terre
18. Les Conteurs de Wallonie, tome 1
19. Stanislas-André Steeman, La Maison des veilles
20. Fernand Dumont, La Région du cœur
21. Madeleine Bourdouxhe, La Femme de Gilles
22. Achille Chavée, À cor et à cri
23. Émile Verhaeren, Les Villages illusoires
24. Marie Gevers, Guldentop
25. Ça rime et ça rame. Anthologie de poésie francophone
26. Dominique Rolin, L'Enragé
27. Jacques-Gérard Linze, La Conquête de Pragues
28. Georges Simenon, Le Pendu de Saint-Pholien
29. Charles Plisnier, Folies douces
30. Maurice Maeterlinck, Le Trésor des humbles
31. Camille Lemonnier, La Fin des bourgeois
32. Madeleine Ley, Olivia
33. Maurice Des Ombiaux, Le Maugré
34. Henry Bauchau, La Déchirure
35. Marie Delcourt, Érasme
36. Thomas Owen, La Truie
37. Georges Rodenbach, Bruges-la-Morte
38. Franz Hellens, Le Naïf
39. Marcel Thiry, Nouvelles du grand possible
40. Alexis Curvers, Printemps chez des ombres
41. Max Elskamp, Chanson de la rue Saint-Paul
42. Neel Doff, Keetje
43. Pierre Mertens, Terre d’asile
44. Fernand Crommelynck, Le Cocu magnifique
45. Conrad Detrez, Ludo
46. Werner Lambersy, Maîtres et Maisons de thé
47. Jean Muno, Le Joker
48. Charles Bertin, Don Juan
49. Maud Frère, Les Jumeaux millénaires
50. François Jacqmin, Les Saisons
51. Charles Paron, Les vagues peuvent mourir
52. Jacques Sternberg, L'Employé
53. Robert Vivier, Délivrez-nous du mal
54. Les Conteurs de Wallonie, tome 2
55. Paul Willems, La Ville à voile / La vita breve
56. Gaston Compère, Je soussigné Charles le Téméraire
57. Hubert Krains, Le Pain noir
58. Charles-Joseph de Ligne, Mes écarts
59. Jacques Sojcher, Le Rêve de ne pas parler
60. Jean Tousseul, La Cellule 158
61. Louis Scutenaire, Mes inscriptions
62. Suzanne Lilar, Le Divertissement portugais
63. Jean-Pierre Otte, Blaise Ménil mains de menthe
64. Jean-Pierre Verheggen, Pubères Putains
65. Jean-Claude Pirotte, La Pluie à Rethel
66. René Kalisky, Falsch / Sur les ruines de Carthage
67. Hubert Juin, Les Sangliers
68. Georges Eekhoud, Voyous de velours
69. André Blavier, Occupe-toi d'homélies
70. Fonson et Wicheler, Le Mariage de Mlle Beulemans
71. Camille Lemonnier, L'École belge de peinture
72. Camille Goemans, Écrits
73. Jacques Izoard, La Patrie empaillée / Vêtu, dévêtu, libre
74. Marie Gevers, Madame Orpha
75. Henry Bauchau, Le Régiment noir
76. Charles Van Lerberghe, Contes hors du temps
77. Georges Simenon, L'Horloger d'Everton
78. Dominique Rolin, La Maison, la Forêt
79. Jacqueline Harpman, Les Bons Sauvages
80. Marcellin Lagarde, Récits de l'Ardenne
81. Marcel et Gabriel Piqueray, Au-delà des gestes et autres textes
82. Paul Emond, La Danse du fumiste
83. Francis Dannemark, Mémoires d'un ange maladroit
84. Anne François, Nu-tête
85. Eugène Savitzkaya, Mongolie plaine sale
86. Pierre Hubermont, Treize hommes dans la mine
87. Raoul Vaneigem, Le Livre des plaisirs
88. Jean Ray, Malpertuis
89. Marcel Mariën, Les Fantômes du château de cartes
90. Jacques De Decker, La Grande Roue
91. Vera Feyder, La derelitta
92. Camille Lemonnier, Happe-chair
93. Claire Lejeune, Mémoire de rien et autres textes
94. Albert Ayguesparse, Simon-la-bonté
95. José-André Lacour, Panique en Occident
96. Liliane Wouters, La Salle des profs
97. Françoise Lalande, Le Gardien d'abalones
98. René Magritte, Les Mots et les Images
99. Dits de la nuit, contes et légendes d’Afrique centrale
100. L'équipe d'Espace Nord, coordonnée par Jean-Marie Klinkenberg, Espace Nord, l'anthologie,
101. Daniel Gillès, Nés pour mourir
102. André Baillon, Par fil spécial
103. Georges Thinès, Le Tramway des officiers
104. Ivan Reisdorff, L'Homme qui demanda du feu
105. Gaston Compère, La Femme de Putiphar
106. Henry Bauchau, Heureux les déliants
107. Françoise Mallet-Joris, Trois âges de la nuit
108. Pierre Alechinsky, Hors cadre
109. Marie Gevers, La Grande Marée
110. Nicole Malinconi, Hôpital silence / L'Attente
111. Eugénie De Keyser, La Surface de l'eau
112. Alexandre Lous, Matricide
113. Charles De Coster, La Légende d'Ulenspiegel
114. Oscar-Paul Gilbert, Bauduin-des-Mines
115. Madeleine Bourdouxhe, Sous le pont Mirabeau
116. Jean Louvet, Conversation en Wallonie / Un Faust
117. René Henoumont, Le Vieil Indien
118. André Baillon, Histoire d'une Marie
119. André-Marcel Adamek, Le Fusil à pétales
120. Alain Berenboom, La Position du missionnaire roux
121. Roger Kervyn de Marcke ten Driessche, Les Fables de Pitje Schramouille
122. Marcel Remy, Les Ceux de chez nous
123. Stanislas-André Steeman, L'Infaillible Silas Lord
124. Suzanne Lilar, Une enfance gantoise
125. Raymond Ceuppens, À bord de la Magda
126. Jean Muno, Histoire exécrable d’un héros brabançon
127. Maurice Maeterlinck, L'Oiseau bleu
128. Georges Simenon, Pedigree
129. Alexis Curvers, Tempo di Roma
130. Camille Lemonnier, Un mâle
131. Charles Plisnier, Faux Passeports
132. Jacqueline Harpman, La Fille démantelée
133. Dominique Rolin, L'Infini chez soi
134. Adrien de Gerlache, Quinze mois dans l’Antarctique
135. Pierre Mertens, Collision et Autres Textes
136. Conrad Detrez, Les Plumes du coq
137. Neel Doff, Jours de famine et de détresse
138. Jean-Luc Outers, L'Ordre du jour
139. Jean-Pierre Verheggen, Le Degré zorro de l’écriture
140. J.-H. Rosny aîné, La Guerre du feu
141. Paul Emond, Plein la vue
142. Thierry Haumont, Le Conservateur des ombres
143. Max Loreau, De la création
144. Michel de Ghelderode, Pantagleize
145. François Emmanuel, Le Tueur mélancolique
146. Félicien Rops, Mémoires pour nuire à l'histoire de mon temps
147. Maurice Maeterlinck, La Princesse Maleine
148. Jacques Sojcher, Le Professeur de philosophie
149. Philippe Blasband, De cendres et de fumées
150. Marc Quaghebeur, Balises pour l'histoire des lettres belges
151. André Sempoux, Moi aussi je suis peintre
152. Constant Malva, Ma nuit au jour le jour
153. Gabriel Deblander, Le Retour des chasseurs
154. Christian Hubin, Éclipses
155. François Emmanuel, Grain de peau
156. Neel Doff, Keetje trottin
157. Michel de Ghelderode, Don Juan
158. James Ensor, Mes écrits ou les Suffisances matamoresques
159. Jacqueline Harpman, Le Bonheur dans le crime
160. Jacques Schneider, Le Dieu aveugle
161. Stanislas-André Steeman, Légitime Défense, Quai des Orfèvres
162. Michèle Fabien, Charlotte, Notre Sade, Sara Z.
163. François Emmanuel, La Leçon de chant
164. Françoise Lalande, Madame Rimbaud
165. Marcel Thiry, Traversées
166. Dominique Rolin, Dulle Griet
167. Franz Hellens, Œil de Dieu
168. André Baillon, Chalet 1
169. Michel de Ghelderode, Sortilèges
170. Jacqueline Harpman, Brève Arcadie
171. Paul Willems, La Chronique du cygne
172. Gabriel Ringlet, Ces chers disparus
173. Charles Bertin, Journal d'un crime
174. Simon Leys, La Mort de Napoléon
175. Nicole Malinconi, Nous deux / Da solo
176. Camille Lemonnier, Sedan ou les Charniers
177. Xavier de Reul, Les Enfants d'Apollon
178. François Emmanuel, La Nuit d'obsidienne
179. Georges Linze, Les Enfants bombardés
180. André Baillon, Un homme si simple
181. Béatrix Beck, Confidences de gargouille
182. Michel de Ghelderode, Le soleil se couche / L'École des bouffons
183. Michel de Ghelderode, La Mort du docteur Faust / Fastes d'enfer
184. René Swennen, Les Trois Frères
185. Jacqueline Harpman, La Lucarne
186. Conrad Detrez, L'Herbe à brûler
187. Marcel Moreau, Julie ou la Dissolution
188. Charles-Joseph de Ligne, Coup d'œil sur Belœil
189. Franz Hellens, Mélusine
190. Albert t'Serstevens, La Grande Plantation
191. Georges Eekhoud, La Nouvelle Carthage
192. Benoît Peeters, La Bibliothèque de Villers / Tombeau d'Agatha Christie
193. Maria van Rysselberghe, Il y a quarante ans
194. Odilon-Jean Périer, Poèmes
195. François Emmanuel, La Partie d’échecs indiens
196. Marie Delcourt, La Vie d'Euripide
197. Gérard Adam, L'Arbre blanc dans la forêt noire
198. Maurice Piron, Poètes wallons d’aujourd’hui
199. André-Marcel Adamek, La Grande Nuit
200. Copies collées. Anthologie de parodies et de pastiches réunis par Paul Aron
201. André-Marcel Adamek, Le Maître des jardins noirs
202. Armel Job, Baigneuse nue sur un rocher
203. Thomas Gunzig, Carbowaterstoemp et autres spécialités
204. Jacqueline Harpman, Ève et autres nouvelles
205. André-Marcel Adamek, La Fête interdite
206. Nicole Malinconi, À l’étranger
207. Maud Tabachnik, Fin de parcours
208. Wilkie Collins, L'Hôtel hanté
209. Jacqueline Harpman, La Mémoire trouble
210. Éric Lysøe, Littératures fantastiques. Belgique, terre de l’étrange, tome 3 : 1914-1945
211. Jean-Marie Klinkenberg, La Littérature belge. Précis d’histoire sociale
212. Franz Hellens, Les Filles du désir
213. Max Deauville, La Boue des Flandres
214. François Emmanuel, Invitation au voyage
215. Jacques Neirynck, Le Siège de Bruxelles
216. Paul Halter, Le Roi du désordre
217. Willy Deweert, Mystalogia
218. Gene Brewer, K-Pax
219. Colette Nys-Mazure, Feux dans la nuit
220. Colette Nys-Mazure, Sans y toucher
221. Eugène Mattiato, La Légion du sous-sol
222. André-Marcel Adamek, L'Oiseau des morts
223. Paul Emond, Tête à tête
224. Ariane Le Fort, Beau-fils
225. Pierre Mertens, Une paix royale
226. Jacqueline Harpman, Jusqu’au dernier jour de mes jours
227. Jacques Dubois, L'Institution de la littérature
228. Maurice Maeterlinck, L'Intruse / Les Aveugles / Les Sept Princesses
229. Marie Gevers, La Ligne de vie
230. Alain Berenboom, Le Lion noir
231. Julos Beaucarne, Écrit pour vous
232. Armel Job, La Femme manquée
233. Patrick Virelles, Les Pigeons de Notre-Dame
234. Xavier Hanotte, Manière noire
235. Jean-Claude Bologne, Le Frère à la bague
236. Élisa Brune et Thomas Gunzig, Relations d'incertitude
237. Patrick Virelles, Un puma feule au fond de ma mémoire
238. Gérard Prévot, Les Tambours de Binche
239. Gene Brewer, K-Pax
240. (N'a jamais existé)
241. (N'a jamais existé)
242. Franz Bartelt et Alain Bertrand, Massacre en Ardennes
243. François Emmanuel, Retour à Satyah
244. (N'a jamais existé)
245. (N'a jamais existé)
246. Marcel Lecomte, Le Règne de la lenteur
247. Paul Emond, Paysage avec homme nu dans la neige
248. Nicole Malinconi, Rien ou presque
249. J.-H. Rosny aîné, L'Étonnant Voyage de Hareton Ironcastle
250. Marie Gevers, Paix sur les champs
251. Raymond Troye, Meurtre dans un oflag
252. Jacques Sternberg, Manuel du parfait petit secrétaire
253. Jean Ray, La Cité de l'indicible peur
254. Charles De Coster, La Légende et les Aventures héroïques, joyeuses et glorieuses d'Ulenspiegel et de Lamme Goedzak au pays de Flandres et ailleurs
255. Xavier Hanotte, De secrètes injustices
256. Jean-Baptiste Baronian, La Nuit du pigeon
257. André-Marcel Adamek, Retour au village d'hiver
258. Victor Segalen, Équipée, voyage au pays du réel
259. Gérard Prévot, Le Démon de février
260. (N'a jamais existé)
261. Franz Bartelt, Les Bottes rouges
262. Élisa Brune, Les Jupiters chauds
263. Michel Lambert, Une vie d'oiseau
264. Jean Ray, Le Carrousel des maléfices
265. Max Servais, La Gueule du loup
266. Jean Ray, Les Contes noirs du golf
267. Patrick Virelles, Peau de vélin
268. Jacques Sternberg, Contes glacés
269. Fernand Crommelynck, Monsieur Larose est-il l'assassin ?
270. Paul Aron, La Littérature prolétarienne
271. (N'a jamais existé)
272. Thomas Owen, La Cave aux crapauds
273. Jean-Louis Du Roy, La Honte de Max Pélissier
274. Vera Feyder, L'Éventée
275. Malika Madi, Les Silences de Médéa
276. André-Marcel Adamek, Contes tirés du vin bleu
277. Xavier Hanotte, Derrière la colline
278. Thomas Owen, Le Jeu secret
279. Edmond Kinds, Les Toits de Saint-Colomban
280. Dominique Rolin, Les Marais
281. Caroline Lamarche, Le Jour du chien
282. Jean-Claude Bologne, La Faute des femmes
283. Alexis Curvers, Le Monastère des Deux-Saints-Jean suivi de Entre deux anges
284. Georges Simenon, L'Homme à barbe et autres nouvelles
285. Vincent Engel, Mon voisin, c'est quelqu'un
286. Jacques Crickillon, Supra-Coronada
287. Julos Beaucarne, Mon terroir c'est les galaxies
288. Franz Hellens, Le Double et autres contes fantastiques
289. François Emmanuel, Portement de ma mère
290. Charles Bertin, Le Voyage d'hiver
291. Marie Gevers, Vie et mort d'un étang
292. Octave Pirmez, Jours de solitude
293. René Godenne, Nouvelles belges à l'usage de tous
294. Maurice Maeterlinck, Petite trilogie de la mort : L'Intruse, Les Aveugles, Les Sept princesses
295. Jean Muno, L'Hipparion
296. Guy Vaes, L'Usurpateur
297. Jean de Bosschère, Marthe et l'Enragé
298. Gaston Compère, Les Sept machines à rêver
299. Éric Lysøe, La Belgique de l'étrange
300. Piqués des vers, 300 coups de cœur poétiques
301. Alain Berenboom, Le Pique-nique des Hollandaises
302. Fernand Crommelynck, Carine ou la Jeune Fille folle de son âme
303. Armel Job, Le Conseiller du roi
304. Pierre Ryckmans, Barabara
305. Michel Lambert, De très petites fêlures
306. André Baillon, Délires
307. David Scheinert, Le Flamand aux longues oreilles
308. Maurice Maeterlinck, Trois petits drames pour marionnettes
309. Serge Delaive, Café Europa
310. Jean-Marie Piemme, Le Souffleur inquiet
311. Nelly Kristink, La Rose et le Rosier
312. Eugène Savitzkaya, Sang de chien / Les morts sentent bon
313. Karel Logist, Dés d'enfance et autres textes
314. Adolphe Nysenholc, Bubelè l'enfant à l'ombre
315. André-Joseph Dubois, L'Œil de la mouche
316. Hubert Nyssen, Le Nom de l'arbre
317. Xavier Hanotte, Les Lieux communs
318. Camille Lemonnier, Thérèse Monique
319. Liliane Wouters, Paysage flamand avec nonnes
320. Guy Vaes, Mes villes
321. Guy Vaes, Octobre long dimanche
322. Paul Pourveur, L'Abécédaire des temps (post)modernes / Venise
323. Marcel Thiry, Échec au temps
324. Robert Poulet, Handji
325. Charly Delwart, Circuit
326. Yves Wellens, Le Cas de figure
327. Nicolas Ancion, Les ours n'ont pas de problème de parking / Le Dortoir
328. Patrick Delperdange, Chants de gorges
329. Jan Baetens, Vivre sa vie et autres poèmes
330. Foulek Ringelheim, La Seconde Vie d'Abram Potz
331. Jacques De Decker, Littérature belge d'aujourd'hui, La Brosse à relire
332. Jean Muno, Histoires singulières
333. Stéphane Lambert, Charlot aime Monsieur
334. Grégoire Polet, Madrid ne dort pas
335. Michel Lambert, Dieu s'amuse
336. Pierre Puttemans, La Constellation du Chien
337. Eric Duyckaerts, Hegel ou la Vie en rose
338. Alain Bertrand, Jardin botanique
339. Paul Aron et Jean-Pierre Bertrand, Anthologie du surréalisme belge
340. André-Marcel Adamek, Le Plus Grand Sous-marin du monde
341. Werner Lambersy, Anvers ou les Anges pervers
342. Daniel Arnaut, Les Choses que l'on ne dit pas
343. Jacques Izoard, J'apprenais à écrire, à être
344. François Jacqmin, Le Livre de la neige
345. François Emmanuel, La Passion Savinsen
346. Liliane Wouters, Trois visages de l'écrit
347. Vincent Tholomé, Kirkjubaejarklaustur
348. Armel Job, Dans la gueule de la bête
349. Yun-Sun Limet, Les Candidats
350. Pascal de Duve, Izo
351. Thomas Owen, Hôtel meublé
352. Sandrine Willems, Les Petits Dieux
353. Daniel Charneux, Nuage et Eau
354. Geneviève Bergé, Les Chignons
355. Corinne Hoex, Le Grand Menu
356. Luc Dellisse, Le Policier fantôme
357. Nicolas Ancion, Nous sommes tous des Playmobiles
358. Nicolas Ancion, Quatrième étage
359. Charles De Coster, Légendes flamandes
360. Giuseppe Santoliquido, L’Audition du docteur Fernando Gasparri
361. Maurice Carême, Nonante-neuf poèmes
362. Paul Aron, Une histoire du théâtre belge de langue française
363. Marcel Mariën, Théorie de la révolution mondiale immédiate
364. Simon Leys, La Chine, la mer, la littérature
365. Otto Ganz, La Vie pratique
366. Michèle Fabien, Jocaste, Claire Lacombe, Berty Albrecht
367. Jean-Marie Piemme, Bruxelles, printemps noir suivi de Scandaleuses et 1953
368. Christine Aventin, Breillat des yeux le ventre
369. Gérard Prévot, Contes de la mer du Nord
370. Jean-Marie Klinkenberg, Petites mythologies belges
371. Joseph Ndwaniye, La Promesse faite à ma sœur
372. Véronique Bergen, Kaspar Hauser
373. Jean-Pierre Verheggen, Gisela suivi de L'Idiot du Viel-Âge
374. Charles Van Lerberghe, Les Flaireurs suivi de Pan
375. Achille Chavée, Écrit sur un drapeau qui brûle
376. Maurice Carême, Le Martyre d'un supporter
377. Nathalie Skowronek, Un monde sur mesure
378. William Cliff, Immortel et périssable
379. Jean Ray, Les Contes du whisky
380. Aiko Solovkine, Rodéo
381. Maurice Maeterlinck, La vie des abeilles/L'intelligence des fleurs
382. Jacqueline Harpman, La dormition des amants
383. Serge Delaive, Argentine
384. Jean-Claude Pirotte, Un voyage en automne/Cavale
385. Marie Gevers, Plaisir des Météores
386. Nicolas Ancion, L'homme qui valait 35 milliards
387. Isabelle Wéry, Poney flottant
388. Kenan Görgün, Anatolia Rhapsody
389. Marc Pirlet, Le photographe / Derrière la porte
390. Mathieu Corman, Salud Camarada!
391. Carl Norac, Piéton du monde
392. Jacques Vandenschrick, Avec l'écarté et autres poèmes
393. Laurence Vielle, Zébuth ou l'histoire ceinte
394. Gérald Purnelle (choix anthologique), Une poésie de vingt ans
395. Colette Nys-Mazure, Célébration du quotidien suivi de Sans y toucher
396. Maurice Maeterlinck, La Vie des fourmis/La Vie des termites
397. Émile Verhaeren, Les Contes de minuit
398. Marie-Louise Haumont, Le Trajet
399. Frédéric Saenen, L'Enfance unique
400. Collectif, Fenêtres sur court
401. Guy Goffette, L'Oiseau de craie
402. Charline Lambert, Sous dialyses/Chanvre et lierre
403. André Blavier, Un bibliographe au pays des fous
404. Laurent de Graeve, Mauvais genre
405. Hubert Antoine, Danse de la vie brève
406. Caroline De Mulder, Bye Bye Elvis
407. Veronika Mabardi, Loin de Linden/Adèle
408. Dominique Warfa, Lagune morte
409. Vincent Engel, Retour à Montechiarro
410. Collectif, Magritte commenté par ses amis (choix de textes par Paul Aron et Sémir Badir.
411. Catherine Barreau, La Confiture de morts
412. Claire Lejeune, Ariane et Don Juan et autres pièces
413. Claire Lejeune, Mémoire de rien et autres poèmes
414. Louis Scutenaire, Les Vacances d'un enfant
415. J.-H. Rosny aîné, Les Navigateurs de l'infini/Les Xipéhuz
416. J.-H. Rosny aîné, La Mort de la Terre
417. Daniel De Bruycker, Destins nomades
418. Francis Tessa, Les Enfants polenta
419. Jean Dominique (Marie Closset), Le Don silencieux
420. Caroline Lamarche, Mira
421. Karel Logist, J'arrive à la mer

Hors série. Charles De Coster, La Légende d’Ulenspiegel, édition définitive par Jean-Marie Klinkenberg
Hors série. Collectif, Littératures fantastiques, Belgique, terre de l’étrange, tome 1 (1830-1887)
Hors série. Collectif, Littératures fantastiques, Belgique, terre de l’étrange, tome 2 (1887-1914)
Hors série. Collectif, La Belgique en toutes lettres